# Tohar Butbul
Tohar Butbul (hebräisch טוהר בוטבול; geboren am 24. Januar 1994 in Bat Jam) ist ein israelischer Judoka. Er kämpft in der Klasse bis 73 kg (Leichtgewicht). Seine Spezialtechnik ist Kata-guruma.

## Sportliche Karriere
Nachdem er bereits 2014 Silber bei den Junioren-Europameisterschaften in Bukarest gewonnen hatte, gewann er 2017 Bronze beim Grand Slam in Paris. 2017 folgte die Silbermedaille Grand Prix in Cancun. 2018 erreichte er zweimal den dritten Platz: beim Grand Slam in Düsseldorf und beim Grand Prix in Zagreb. 2019 war er erfolgreich mit einer Bronzemedaille beim Grand Prix in Tel Aviv, einer Silbermedaille beim Grand Slam in Baku und einer Goldmedaille beim Grand Prix in Zagreb.

### Europameisterschaften 2021
Bei den Judo-Europameisterschaften 2021 in Lissabon besiegte Butbul Alexandru Raicu (Rumänien), Giovanni Esposito (Italien) und Bilal Çiloğlu (Türkei). Er traf im Finale auf Akil Gjakova (Kosovo), dem er durch Waza'ari unterlag. Damit errang er die einzige Silbermedaille für Israel bei diesem Wettbewerb.

### Spiele der XXXII. Olympiade 2021
Tohar Butbul nahm an den Spielen der XXXII. Olympiade 2021 in Tokio in der Gewichtsklasse bis 73 Kilogramm teil.
Der algerische Judoka Fethi Nourine, der gegen den Sudanesen Mohamed Abdalrasool antreten sollte, hatte auf die Teilnahme bei den Olympischen Sommerspielen 2020 mit der Begründung verzichtet, nicht im Falle seines Sieges über Abdalrasool in der zweiten Runde gegen Tohar Butbul antreten zu wollen. Auch Abdalrasool erklärte dann seinen Verzicht. Butbul kam kampflos weiter. Butbul besiegte den Moldauer Victor Sterpu, verlor aber das Viertelfinale gegen den Südkoreaner An Chang-rim und auch den Wettkampf im Hoffnungslauf gegen den Kanadier Arthur Margelidon. Im Mixed-Mannschaftswettbewerb gewann die israelische Mannschaft eine Bronzemedaille.

### Spiele der XXXIII. Olympiade 2024
Bei den Olympischen Spielen 2024 schied Butbul in seinem zweiten Kampf gegen den späteren Olympiasieger Hidayət Heydərov aus Aserbaidschan aus.